# Giovanni Zuddas
Giovanni Battista Zuddas (1. marts 1928 – 21. oktober 1996) var en italiensk bokser som deltog i de olympiske lege 1948 i London.
Zuddas vandt en sølvmedalje i boksning under OL 1948 i London. Han kom på en andenplads i vægtklassen, bantamvægt. I finalen tabte han til ungarske Tibor Csik.